# Xenylla manusiensis
Xenylla manusiensis är en urinsektsart som beskrevs av da Gama 1967. Xenylla manusiensis ingår i släktet Xenylla och familjen Hypogastruridae. Inga underarter finns listade i Catalogue of Life.